# اكمة الرهيش (جبلة)
اكمة الرهيش

تعديل مصدري - تعديل

اكمة الرهيش هي إحدى قرى عزلة الأصابح بمديرية جبلة التابعة لمحافظة إب، بلغ تعداد سكانها 87 نسمة حسب تعداد اليمن لعام 2004.